# T estatístico
O T estatístico é uma medida única de algum atributo de uma amostra (i.e. uma estatística) usada nos testes de hipóteses. Um teste de hipótese é tipicamente especificado em termos de um T estatístico, considerado como um resumo numérico de um conjunto de dados que os reduz para um valor que possa ser usado para realizar o teste de hipótese.
Em geral, um T estatístico é selecionado ou definido de tal forma a quantificar, com os dados observados, comportamentos que iriam distinguir a hipótese nula da hipótese alternativa, onde essa alternativa é prescrita, ou caracterizaria a hipótese nula caso não exista uma hipótese alternativa explicitamente declarada.
Uma propriedade importante do T estatístico é que a sua distribuição amostral abaixo da hipótese nula deve ser calculada, exata ou aproximadamente, o que permite que os valores-p sejam calculados, o T estatístico divide algumas das mesmas qualidades que a estatística descritiva, e muitas estatísticas podem ser usadas como estatísticas de teste e descritivas. No entanto, um T estatístico é especificamente intencionado para uso em testes estatísticos, onde a qualidade principal de uma estatística descritiva é que ela é facilmente interpretada.
Algumas estatísticas descritivas informativas, como o alcance de amostra, não fazem bons testes estatísticos já que é difícil determinar sua distribuição de amostras.

## Exemplos
1. Por exemplo, suponha que a tarefa é testar se uma moeda é verdadeira.(i.e. tem probabilidades iguais de produzir cara ou coroa). Se a moeda é virada 100 vezes e os resultados são registrados, os dados brutos podem ser representados como uma sequência de 100 caras e coroas. Se existe interesse na probabilidade de margem de obter uma cara, apenas o número T fora das 100 vezes que produziram uma cara precisa ser registrado. Mas T também pode ser usado como teste estatístico em uma de duas formas.
2. A exata distribuição de amostra de T abaixo da hipótese nula é uma distribuição binomial com parâmetros 0,5 e 100. O valor de T pode ser comparado com seu valor esperado abaixo da hipótese nula de 50, e já que o tamanho da amostra é grande uma distribuição normal pode ser usada como aproximação para a distribuição de amostra para T ou para o valor revisado da estatística de teste T-50.

Usando uma dessas distribuições de amostra, é possível calcular o valor-p de uma ou duas coroas, para a hipótese nula que a moeda é verdadeira. Note que o T estatístico, nesse caso, reduz um conjunto de 100 números a um único resumo numérico que pode ser usado para o teste. 